# Le ragazze non piangono
Le ragazze non piangono è un film del 2022 scritto e diretto da Andrea Zuliani.

## Trama
Ele ha 19 anni, ama la fotografia e vive con la madre e il compagno di lei in un paesino della Basilicata. Non ha superato il lutto per la morte del padre, il cui ricordo resta associato a un vecchio camper parcheggiato da anni in un deposito. Quando capisce che la madre avrebbe intenzione di farlo rottamare, prende una decisione importante da cui avrà inizio una vicenda che si intreccerà con quella di Mia, una ragazza rumena con una famiglia disfunzionale e desiderosa di tornare per aiutare la sorellina.

## Distribuzione
La pellicola è stata presentata in anteprima alla Festa del Cinema di Roma nell'ottobre 2022. A dicembre 2023 ha vinto il XVI Omovies festival.